# Iwona Mirosław-Dolecka
Iwona Mirosław-Dolecka (ur. 7 czerwca 1973 w Lublinie) – polska aktorka teatralna i filmowa, lalkarz.

## Życiorys
W 1996 ukończyła studia na kierunki aktorskim w PWST w Warszawie, Wydział Zamiejscowy w Białymstoku. Na scenie teatralnej zadebiutowała 14 kwietnia 1996 rolą w spektaklu „Głup” w reżyserii Piotra Tomaszuka. Występowała w teatrach: Towarzystwa „Wierszalin” (1996–1997), Teatrze Lalki i Aktora „Guliwer” w Warszawie (1999–2023), Teatrze na Woli (2007–2010) i Teatrze Unia Teatr Niemożliwy (2009–2010). Jest założycielką warszawskiego teatru dla dzieci „Plac zabaw”. W roku 2009 ustanowiła Fundację na Rzecz Kultury i Sztuki dla Dzieci Plac Zabaw – Teatr, w której powstały m.in. takie spektakle jak: „Elmer, słoń w kratkę” w reż. Agnieszki Korytkowskiej – Mazur, „Mama Mu” w reż. Jana Jerzego Połońskiego, „Gąsienica czyli bajka z jajka” w reż. Waldemara Doleckiego oraz projekty „Plac zabaw inny niż wszystkie”, za który w roku 2011 autorzy Iwona i Waldemar Doleccy otrzymali Nagrodę Specjalną Ministerstwa Edukacji Narodowej w ramach Warszawskiej Giełdy Programów Edukacji Kulturalnej.
Od 2010 do 2011 roku Teatr Plac Zabaw prowadził działalność na scenie Bielańskiego Centrum Edukacji Teatralnej w Warszawie. W 2010 roku rozpoczęła pracę jako instruktor teatralny w Białołęckim Ośrodku Kultury prowadząc dwa teatry „Stonka” i „Kaktusy”.
Aktorka Teatru Lalek Guliwer w Warszawie.
Ukończyła pierwszy w Polsce Program Rozwoju Przywództwa w Edukacji – Akademię  Przywództwa Liderów Oświaty i Podyplomowe Studia Marketing Kultury na Uniwersytecie Warszawskim. Kierowniczka Filii Bielańskiego Ośrodka Kultury w Warszawie i koordynatorka Miejsca Aktywności Lokalnej Studnia.
Laureatka II Warszawskiej Nagrody Edukacji Kulturalnej za projekt Hibernacja – Aktywacja zrealizowany w Areszcie Śledczym Warszawa Służewiec w roku 2016 i zdobywczyni III miejsca Warszawskiej Nagrody Edukacji Kulturalnej za projekt Archiwum Wólki realizowany przez Filię Bielańskiego Ośrodka Kultury w roku 2019.
W 2021 roku otrzymała tytuł Innowacyjnego Menedżera Kultury – nagrodę Marszałka Województwa Mazowieckiego w konkursie organizowanym przez Mazowiecki Instytut Kultury.
Od 2022 roku dyrektorka Żoliborskiego Domu Kultury w Warszawie.

## Filmografia
- 2001–2002: Plebania, obsada aktorska (pielęgniarka Bożenka), odc. 107, 144, 145 w rzeczywistości nie wystąpiła, 146, 147, 198
- 1999: Pan Tadeusz, obsada aktorska (Ochmistrzyni)
- 1998: U Pana Boga za piecem, obsada aktorska (Pasażerka)
- 1997: Prostytutki, obsada aktorska